# Johan I van Anhalt
Johan I van Anhalt (circa 1260 - 5 juni 1291) was van 1287 tot 1291 samen met zijn broer Bernhard II vorst van Anhalt-Bernburg. Hij behoorde tot het huis Ascaniërs.

## Levensloop
Hij was de oudste zoon van vorst Bernhard I van Anhalt-Bernburg en Sophia van Denemarken, dochter van koning Abel van Denemarken.
Na de dood van zijn vader in 1287 werd Johan I samen met zijn derde broer Bernhard II vorst van Anhalt-Bernburg. Zijn tweede broer Albrecht werd priester en trok zich terug uit zijn opvolgingsrechten. Ook had hij nog tweede jongere broers: Hendrik, die ook priester was, en Rudolf, die waarschijnlijk al voor zijn vader overleden was.
In 1291 stierf Johan I, ongehuwd en kinderloos. Zijn broer Bernhard II bleef hierdoor als enige vorst van Anhalt-Bernburg over.